# Tegenaria baronii
Tegenaria baronii är en spindelart som beskrevs av Brignoli 1977. Tegenaria baronii ingår i släktet husspindlar, och familjen trattspindlar.
Artens utbredningsområde är Italien. Inga underarter finns listade i Catalogue of Life.